# Polynoe tenax
Polynoe tenax är en ringmaskart som beskrevs av Grube 1876. Polynoe tenax ingår i släktet Polynoe och familjen Polynoidae. Inga underarter finns listade i Catalogue of Life.